# Ejido Gregorio Vázquez Moreno
Ejido Gregorio Vázquez Moreno är en ort i Mexiko.   Den ligger i kommunen Rosario och delstaten Sinaloa, i den centrala delen av landet, 800 km nordväst om huvudstaden Mexico City. Ejido Gregorio Vázquez Moreno ligger 9 meter över havet och antalet invånare är 874.
Terrängen runt Ejido Gregorio Vázquez Moreno är mycket platt. Havet är nära Ejido Gregorio Vázquez Moreno åt sydväst. Runt Ejido Gregorio Vázquez Moreno är det glesbefolkat, med 15 invånare per kvadratkilometer. Närmaste större samhälle är Agua Verde, 18,4 km öster om Ejido Gregorio Vázquez Moreno. 